# Абу Исмаил Абдолах Ансари
Шейх ол-Ислам Абу Исмаил Абдолах бен Аби Мансур Мохаммад Харави или Абу Исмаил Абдолах Ансари (1006 – 1088) е персийски учен, поет и теоретик на мистицизма, основоположник на суфийската поезия и проза на фарси.